# Castelo de Slapton

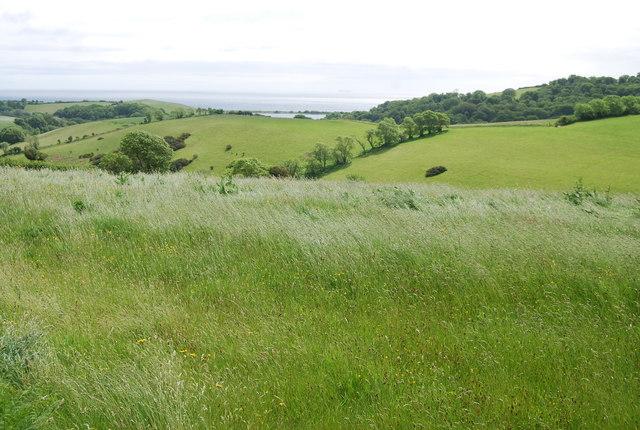
O local do Castelo de Slapton

O Castelo de Slapton é um castro da Idade do Ferro situado perto de Slapton, em Devon, na Inglaterra. O forte fica num promontório no lado leste de uma colina a aproximadamente 65 m (213 ft) acima do nível do mar, com vista para Slapton Ley.